# Kingston-Throop Avenues
Kingston-Throop Avenues è una fermata della metropolitana di New York situata sulla linea IND Fulton Street. Nel 2019 è stata utilizzata da 2 055 094 passeggeri. È servita dalla linea C sempre tranne di notte, quando è servita dalla linea A.

## Storia
La stazione fu aperta il 9 aprile 1936.

## Strutture e impianti
La stazione è sotterranea, ha due banchine laterali e quattro binari, i due esterni per i treni locali e i due interni per quelli espressi. È posta al di sotto di Fulton Street e non ha un mezzanino, ognuna delle due banchine ospita infatti un gruppo di tornelli con due scale per il piano stradale, quelle della banchina in direzione nord portano all'incrocio con Throop Avenue, quelle della banchina in direzione sud all'incrocio con Kingston Avenue.

## Interscambi
La stazione è servita da alcune autolinee gestite da NYCT Bus.
- Fermata autobus